# Антонин Запотоцки
Антонин Запотоцки (на чешки: Antonín Zápotocký; 19 декември 1884, с. Заколани (дн. окръг Кладно) – 13 ноември 1957, Прага) е чехословашки комунистически политик.
Той е вицепремиер във 2-рото правителство на Клемент Готвалд, министър-председател на Чехословакия, 2-рият чехословашки комунистически президент (след Готвалд) и 5-ият от създаването на независима Чехословакия. Сред най-спорните стъпки по време на неговия президентски мандат е паричната реформа от 1953 г.

## Биография
Син е на социалдемократа Ладислав Запотоцки (1852 – 1916) – известен чешки журналист и партиен функционер, и Барбора Долейшова. Чиракува като каменоделец, работи известно време при завършването на катедралата „Свети Вит“ в Прага.
През 1910 г. се жени за Мария Скленичкова. През Първата световна война е войник от австро-унгарската армия в Галиция, Сърбия и на Италианския фронт.
Член е на Чехословашката социалдемократическата партия (1900 – 1921), става главен редактор на местния партиен вестник в Кладно. Заедно с Клемент Готвалд е сред основателите на Чехословашката комунистическа партия (1921). Избран е за член на нейния Централен комитет, секретар на ЦК (1922 – 1929), член на нейното Политбюро (Президиум от 1954 г.) от 1929 до 1939 и от 1945 г.
Член на Изпълнителния комитет на Профинтерна (1928 – 1937), кандидат-член на Изпълкома на Коминтерна от 1935 г.